# Поповене, Раминта
Раминта Поповене (лит. Raminta Popovienė; род. 5 мая 1970, Зарасай, Литовская ССР, СССР) — литовский политический и государственный деятель, министр образования, науки и спорта (с 2024).

## Биография
Родилась 5 мая 1970 года в Зарасае, Литовская ССР, СССР.
После окончания гимназии поступила в Литовскую академию музыки и театра, которую окончила в 1994 году со степенью магистра в области музыкального образования. После окончания академии стала её преподавателем, а позднее была назначена научным сотрудником.
В 2000 году Поповене была назначена на должность ведущего сотрудника Департамента культуры, образования и спорта Каунасского районного самоуправления, а некоторое время спустя была повышена до заместителя главы местной администрации.
На парламентских выборах 2012 года она одержала победу, выдвигаясь от Социал-демократической партии Литвы.
12 декабря 2024 года она получила портфель министра образования, науки и спорта при формировании правительства Гинтаутаса Палуцкаса. После отставки кабинета министров 4 августа 2025 года стала исполнять обязанности главы ведомства до назначения нового правительства.